# Hugo von Abensperg und Traun
Maria Hugo Johann Nepomuk Aemilius Graf von Abensperg und Traun (* 20. September 1828 in Wien; † 3. August 1904 in Maissau) war ein österreichischer Hofbeamter und Politiker. 

## Leben und Wirken
Er stammte aus der in den Grafenstand erhobenen Adelsfamilie von Abensperg und Traun und war der sechste Sohn des Kammerherren Johann Adam Graf von Abensperg und Traun (1761–1843) und seiner zweiten Frau Maria Franziska geborene Freiin von Mesnil (1787–1865).
Nach kurzer Zeit in der Diplomatie wirkte er am kaiserlichen Hof, wo er 1874 zum Oberjäger und 1897 zum Oberkämmerer ernannt wurde. Außerdem wurde er u. a. als Ritter in den Orden vom Goldenen Vlies aufgenommen. 1867 wurde er als lebenslanges Mitglied im österreichischen Herrenhaus und 1873 zum erblichen Mitglied ernannt.
Graf Hugo heiratete am 21. November 1871 die Gräfin Valentine von Eszterházy (* 16. Dezember 1849; † 11. Juni 1874) aus dem Hause Csesznek. Aus dieser Ehe stammt ein einziger Sohn: Graf Rudolph (* 21. September 1872; † 24 (27 ?) Oktober 1954) verheiratet seit 1901 mit Marie Josephine Gräfin Podstatzky-Lichtenstein (* 19. März 1878; † 4. April 1966).